# Kayef

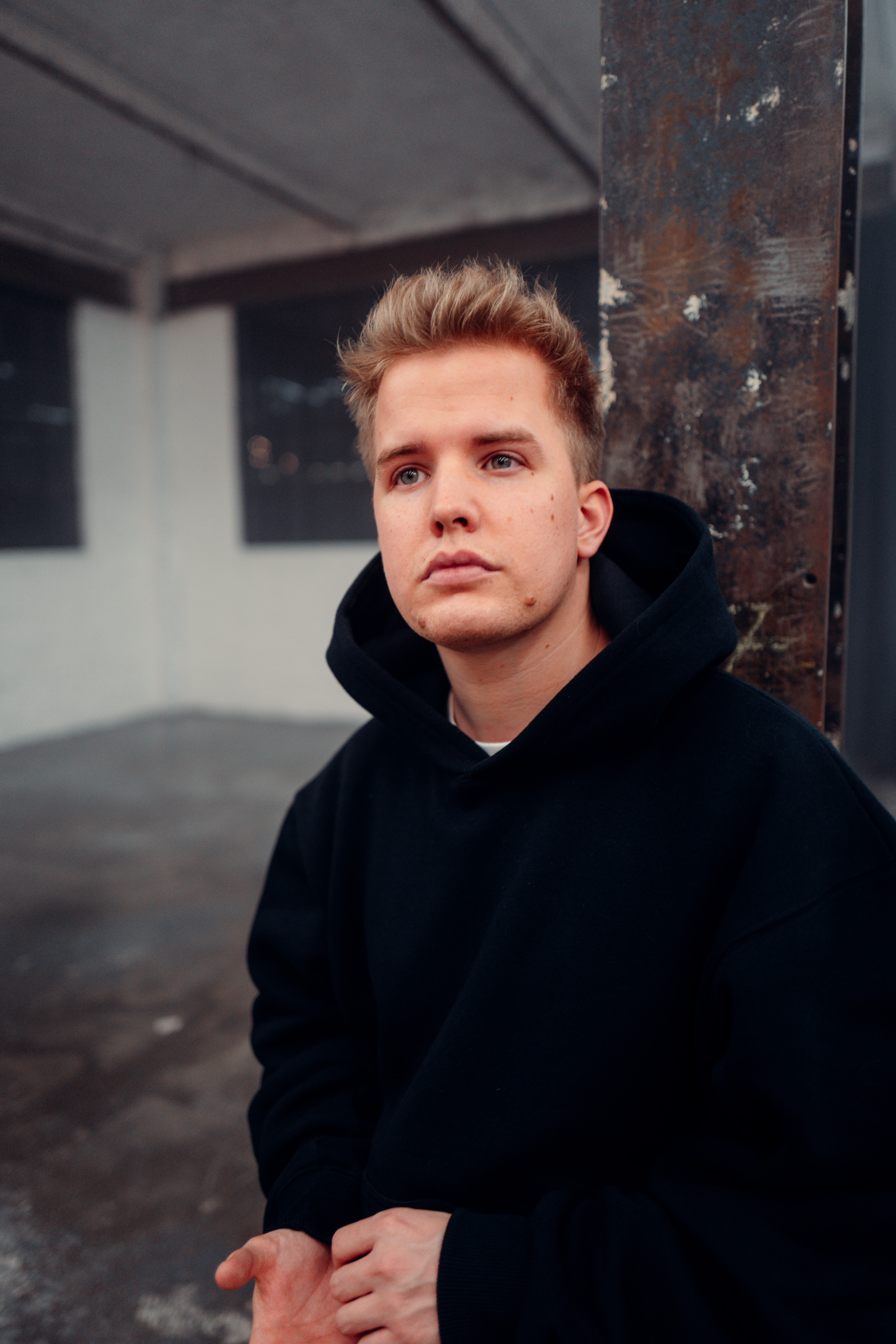
Kayef (2023)

Kayef (* 20. November 1994 in Düsseldorf; bürgerlich Kai Fichtner) ist ein deutscher Popmusiker, Rapper und Unternehmer. Seit 2019 vertreibt er seine Musik über das selbst gegründete Label Kayef Media.

## Werdegang

### Anfänge
Kai Fichtner wurde 1994 in Düsseldorf geboren. Im Alter von zwölf Jahren kam er über seinen Bruder erstmals in Kontakt mit deutscher Hip-Hop-Musik. Ab 2006 begann er, eigene Texte zu verfassen und aufzunehmen, wobei er Produktionen bekannter Rapper als musikalische Grundlage verwendete. Die aus diesen Aufnahmen entstandenen Lieder wurden von Fichtner über das soziale Netzwerk Myspace veröffentlicht. Aus den Initialen seines bürgerlichen Namens bildete er daraufhin das Pseudonym Kayef. Ab 2009 begann er, das Videoportal YouTube zu nutzen, um seine Musik zu präsentieren und seine Reichweite zu erhöhen. Als erste Veröffentlichung erschien das Lied Rap ist Therapie, das zum damaligen Album Therapie gehörte. Des Weiteren nutzt Kayef das Videoportal zur Präsentation von Musikvideos, Making-Ofs, Interviews und Aufnahmen aus seinem Alltag. Ab Juni 2011 erschienen zwei gemeinsame Alben mit Liont sowie die Soloveröffentlichung Hipteen in digitaler Form über Kayefs Produktionsfirma Kayef Media.
2014 war Kayef mit seinem Kanal für ein halbes Jahr beim Multi-Channel-Network TubeOne Networks unter Vertrag. Dieses unterstützt YouTuber durch Cross-Promotion bei der Erweiterung ihrer Reichweite. Für weitere musikalische Veröffentlichungen ging Kayef im selben Jahr eine Kooperation mit dem noch als Takeover Music firmierenden Unternehmen Takeover MGMT ein. Damit einhergehend wechselte er zum Independent-Musikvertrieb Groove Attack, wodurch seine Veröffentlichungen auch im stationären Handel zu finden sind. Am 1. August 2014 erschien die Single Nie wieder niemand, die Kayef mit Liont aufgenommen hatte. Diese konnte sich mit Platz 55 als erste Veröffentlichung des Musikers in den deutschen Single-Charts positionieren. In Österreich stieg die Single auf Rang 52 ein. Mitte August trat Kayef erstmals bei den Videodays, einer Messe für erfolgreiche YouTuber und ihrer Anhänger, in der Lanxess Arena auf.

### Erste SoloalbenRelikte letzter NachtundChaos
Am 14. November 2014 erschien Kayefs erstes reguläres Soloalbum Relikte letzter Nacht. Bislang wurden 20.000 Einheiten des Albums verkauft. Ab dem 6. Februar 2015 präsentierte Kayef das Album im Rahmen der „Relikte letzter Nacht Tour“. Bei der 18 Auftritte umfassenden Tournee wurde er von T-Zon begleitet. Bis Anfang 2015 stieg die Anzahl seiner YouTube-Abonnenten auf 350.000 an. Insgesamt erhielten die Videos Kayefs 30 Millionen Aufrufe. Bei den Videodays 2015 trat Kayef gemeinsam mit T-Zon als Hauptact auf. Im Rahmen der Veranstaltung wurde er zudem mit dem PlayAward in der Kategorie „BRAVO Music“ ausgezeichnet. Am 7. August 2015 veröffentlichte Kayef eine EP unter dem Titel Offline EP. Während die Veröffentlichung keine Platzierung in den deutschen Charts erreichen konnte, stieg sie auf Rang 71 in Österreich und Rang 73 in der Schweiz ein. Ab Herbst 2015 folgte der zwölf Auftritte umfassende zweite Teil der „Relikte letzter Nacht Tour“.
Mitte Juli 2016 wurde das Musikvideo Weck mich nicht auf als erste Auskoppelung von Kayefs zweitem Album Chaos veröffentlicht. Als weitere Stücke wurden Leinen los, Schon ok, Taub & blind, Schwarzweissgrau, Lächeln, und Pyramiden visuell umgesetzt. Chaos erschien schließlich am 14. Oktober 2016 über das Label Takeover MGMT. Produziert wurde dieses von Topic, Kevin Kleinmann, B-Case, Jona Selle, Guido Block, Southalpha und Kayef selbst. Chaos stieg auf Position 4 in den deutschen, Position 24 in den österreichischen und Position 72 in den Schweizer Charts ein.
Bei den Videodays 2016 trat Kayef im Herbst erneut in Erscheinung. Ab November 2016 begleitete Kayef zunächst die Tournee des Duos Die Lochis, bevor er ab 20. Januar 2017 das Album im Rahmen der „Chaos Tour“ in 16 Städten präsentierte.

### Etablierung und Erfolg mitMusik

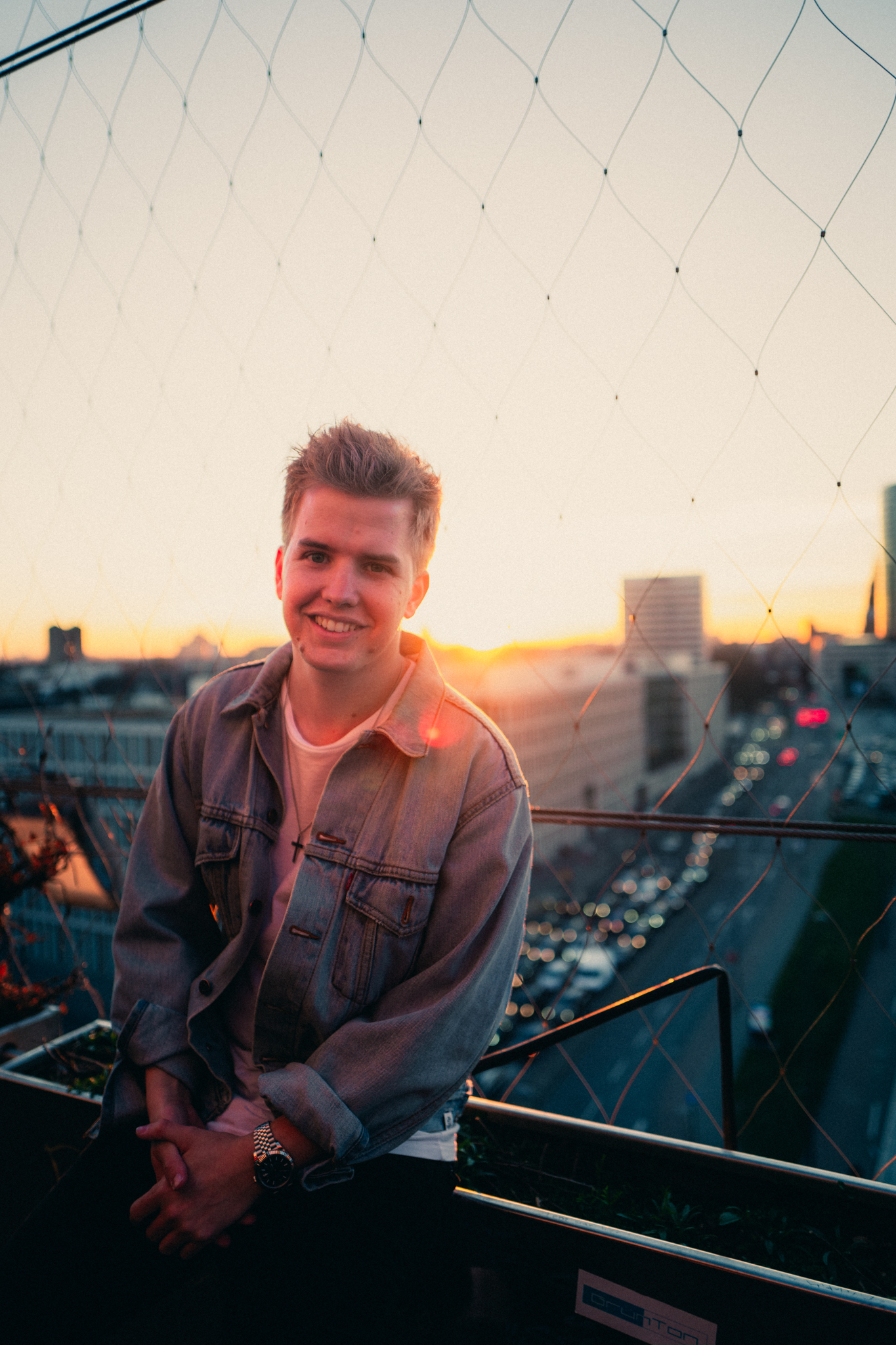
Kayef (2020)

Im März 2017 ging Kayef eine Kooperation mit der Booking-Agentur Meistersinger Konzerte & Promotion ein. Diese veranstalten seitdem die Festivalauftritte sowie die Tourneen. Im Sommer engagierte er sich für die Aktion Band sucht Bleibe. Es folgten die Singleveröffentlichungen Wir sind Okay und Paradies, bevor Kayef ab Oktober gemeinsam mit T-Zon die 22 Auftritte umfassende „Chaos Tour 2.0“ bestritt. Ende des Jahres trat er auf dem Album #Zwilling18 des Duos Die Lochis als Songwriter in Erscheinung. Für seine Beteiligung an den Stücken Auch wenn es vorbei ist und 18 erhielt er eine Goldene Schallplatte. Anfang Februar 2018 kündigte Kayef mit der Single Ein Jahr zu spät sein drittes kommerzielles Album an. Es folgten die Videoauskopplungen Irgendwann jetzt, Allein und Kartenhaus, eine Kollaboration mit dem Rapper Prinz Pi. Ende Mai erschien schließlich Kayefs Album Modus, das unter der Beteiligung der Produzenten Topic, Lindgren, Abaz, Dennis Neuer, Quarterhead, Pascal Martin, Thomas Porzig und Alexander Knolle, Liam X und Nviemotho zum Großteil in Los Angeles entstanden war. Der Vertrieb wird vom Unternehmen Believe übernommen, das seit Anfang des Jahres mit Takeover MGMT zusammenarbeitet.
Im Sommer entwickelte sich die Auskopplung Musik zu einem Erfolg, nachdem der Song über das Videoportal TikTok verbreitet worden war. Mit mehr als 14 Millionen Aufrufen über den Streamingdienst Spotify und über 5 Millionen Abrufen auf YouTube avancierte die Single zu seinem reichweitenstärksten Song. Des Weiteren betätigte sich Kayef ab 2018 als Grafiker. So designte er die Cover der Singles Perfect von Topic und Ally Brooke sowie Sólo Contigo von Topic, Juan Magán und Lena. Auch für das Design der Top-3-Single Breaking Me von Topic und A7S zeichnet er verantwortlich. Ab Oktober präsentiert Kayef sein Album Modus im Rahmen einer gleichnamigen Tournee.

### Gründung vonKayef Media
Anfang 2019 trennte sich Kayef nach langjährigen Zusammenarbeit von Takeover MGMT und meldete unter dem Namen Kayef Media ein eigenes Label an. Seither kümmert er sich wieder selbst um sein Management, eigene Musikveröffentlichungen und deren Vermarktung. Im April 2019 erschien Drama als erste Single über die Plattform. Nach Weisst du noch?, einem gemeinsamen Lied mit Liont, veröffentlichte er Ende des Jahres mit Raindrops und Wahnsinn die ersten Singles zu seinem vierten Soloalbum, das in Topics Studio in Solingen entstand. Anfang April 2020 erschien das Album unter dem Titel Struggle is real. Neben der digitalen Veröffentlichung, vertreibt Kayef es ausschließlich in seinem Online-Shop in physischer Form. Struggle is real stieg auf Platz 34 der deutschen Album-Charts ein.
Zeitgleich mit seinem vierten Album erschien die Single Ich würd' lügen. Bis Mitte Mai verzeichnete der Song über 15 Millionen Spotify-Streams und knapp 5 Millionen YouTube-Aufrufe. Damit verbunden stieg die Single auf Rang 13 der deutschen Charts ein, womit Ich würd' lügen Kayefs erfolgreichsten Song darstellt. Im Herbst wurde die Single mit einer Goldenen Schallplatte ausgezeichnet. Im Juni 2020 trat er im Vorprogramm des Konzertes von Wincent Weiss in Köln auf. Seine zunächst für den Herbst geplante Tournee musste wegen der COVID-19-Pandemie verschoben werden. Im Oktober 2021 holte er die Termine unter Anwendung der 3G-Regel nach.

## Rezeption
Kayef wird in medialen Veröffentlichungen häufig als „deutscher Justin Bieber“ betitelt. Die Hildesheimer Allgemeine Zeitung setzte sich im Rahmen eines Konzertes von Kayef und Liont im August 2014 mit den Rappern auseinander. So seien die Künstler „selbst noch blutjung“ und behandeln „Themen, die Teenager […] beschäftigen“ wie etwa das „Suchen und Finden der Liebe, der eigenen Identität und guten Freunden.“ Damit ähnele Kayef dem Stuttgarter Rapper Cro, der „mit diesem Konzept aus dem Internet heraus auch eine erfolgreiche Karriere gestartet“ habe. Die E-Zine Laut.de charakterisiert Kayefs Musik als „harmlos eingängigen Poprap.“ Mit diesen „gefälligen, pianounterlegten Balladen an die Ex und das eigene Hangover-Spiegelbild“ ziele er „auf eine vorwiegend weibliche Fanklientel.“ Zudem besitze Kayef „viele Attribute, die manch einer mit dem Abebben des Boyband-Hypes begraben glaubte.“

## Diskografie
Studioalben

| Jahr | Titel                 | Höchstplatzierung, Gesamtwochen, AuszeichnungChartplatzierungen (Jahr, Titel, Platzierungen, Wochen, Auszeichnungen, Anmerkungen, Cover) | Höchstplatzierung, Gesamtwochen, AuszeichnungChartplatzierungen (Jahr, Titel, Platzierungen, Wochen, Auszeichnungen, Anmerkungen, Cover) | Höchstplatzierung, Gesamtwochen, AuszeichnungChartplatzierungen (Jahr, Titel, Platzierungen, Wochen, Auszeichnungen, Anmerkungen, Cover) | Anmerkungen                             | Cover |
| Jahr | Titel                 | DE | AT | CH | Anmerkungen                             | Cover |
| ---- | --------------------- | --- | --- | --- | --------------------------------------- | ----- |
| 2014 | Relikte letzter Nacht | DE17 (1 Wo.)DE | AT28 (1 Wo.)AT | CH86 (1 Wo.)CH | Erstveröffentlichung: 14. November 2014 |       |
| 2016 | Chaos                 | DE4 (2 Wo.)DE | AT24 (1 Wo.)AT | CH72 (1 Wo.)CH | Erstveröffentlichung: 14. Oktober 2016  |       |
| 2018 | Modus                 | DE8 (1 Wo.)DE | AT25 (1 Wo.)AT | CH58 (1 Wo.)CH | Erstveröffentlichung: 18. Mai 2018      |       |
| 2020 | Struggle Is Real      | DE34 (1 Wo.)DE | — | — | Erstveröffentlichung: 3. April 2020     |       |
| 2022 | Feelings              | DE5 (1 Wo.)DE | — | — | Erstveröffentlichung: 21. Januar 2022   |       |
| 2023 | Good Days & Goodbyes  | DE5 (1 Wo.)DE | — | — | Erstveröffentlichung: 7. Juli 2023      |       |
| 2024 | Safe Space            | DE3 (2 Wo.)DE | — | — | Erstveröffentlichung: 8. November 2024  |       |

Weitere Studioalben
- 2013: Sexstreetboys (mit Liont)
- 2013: Hipteen